# هواداران باشگاه فوتبال آرسنال

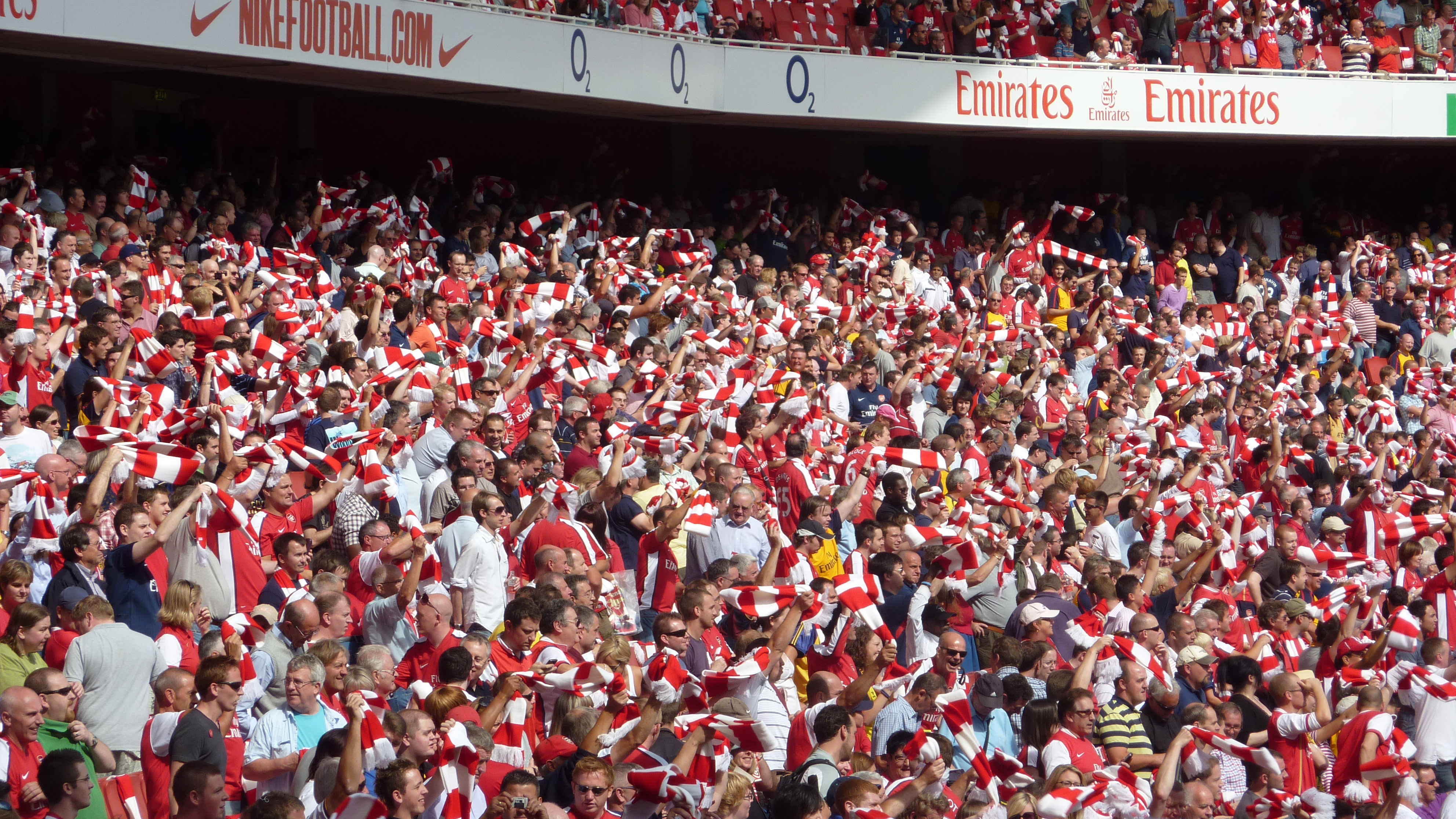
طرفداران آرسنال در یک بازی خانگی در لیگ برتر فوتبال انگلستان

باشگاه فوتبال آرسنال مستقر در لندن از زمان تأسیس در سال ۱۸۸۶ طرفداران زیادی در سطح دنیا پیدا کرده است. از دهه ۸۰ میلادی، هواداران آرسنال اغلب به عنوان "گونرز" ها شناخته می‌شوند که برگرفته از نام مستعار این تیم، "توپچی‌ ها" است.
بسیاری از طرفدارنامه، وبلاگ‌ها، پادکست ها و وبگاه های هواداری به باشگاه اختصاص داده شده‌اند و هواداران رقابت‌های دیرینه‌ای با چندین باشگاه دیگر دارند. قابل توجه ترین رقیب آنها با همسایه های نزدیک خود باشگاه فوتبال تاتنهام هاتسپر است که با آنها مرتباً در شهرآورد شمال لندن مسابقه می دهند.
باشگاه و هواداران به طور مرتب در تصویرهایی از فوتبال در فرهنگ بریتانیا نمایان شده‌اند. یک گزارش در سال ۲۰۰۵ تعداد هواداران آرسنال در سطح جهان را ۱۱۳ میلیون نفر تخمین زد که سومین تیم پر طرفدار بزرگ در جهان بود.   گزارشی در سپتامبر ۲۰۱۱ تعداد هواداران آرسنال را ۱۰۰ میلیون نفر در سراسر جهان تخمین زد که همچنان آنها را به سومین تیم پر طرفدار از نظر هواداران تبدیل میکرد.  
در سال ۲۰۱۰، هواداران آرسنال اولین طرفداران یک باشگاه لیگ برتر فوتبال انگلستان شدند که توانستند درصدی از سهام باشگاه را از طریق یک طرح "اشتراک طرفداری" خریداری کنند، و به آنها حق حضور در جلسات سهامداران داده شد. 

## جمعیت شناسی
عملکرد آرسنال در بازی های خانگی باعث شده است که آنها در فصل ۲۰۰۷–۲۰۰۸ بیشترین میانگین حضور در لیگ را برای یک باشگاه انگلیسی داشته باشند (۶۰۰۶۹، که ۹۹.۵ درصد ظرفیت موجود ورزشگاه بود)،  و از سال ۲۰۰۶، چهارمین تیم با میانگین بالای طرافداران را در بین باشگاه های فوتبال لیگ برتر انگلیس داشتند. بر اساس گزارشی در سال ۲۰۰۲، آرسنال بالاترین نسبت (۷.۷ درصد) هواداران غیرسفیدپوست را در بین باشگاه های لیگ برتر انگلیس دارد. 
هواداران بسیار زیادی در سراسر جهان وجود دارد. طی گزارش سال ۲۰۰۵ توسط گرانادا ونچرز که در آن زمان ۹.۹ درصد از سهام باشگاه را در اختیار داشت، تعداد هواداران آرسنال را ۲۷ میلیون نفر تخمین زد که سومین طرفدار بزرگ در جهان به شمار می‌رفت. 

## آهنگ ها
علاوه بر شعارهای معمول فوتبال در لیگ انگلیس، هواداران آرسنال شعار مخصوص خود را با نام "یک - صفر به نفع آرسنال" (با آهنگ برو غرب") و همچنین به طور مرتب شعار "آن تیمی که آرسنال می نامند کیست"، یا "آرسنال خوب قدیمی" را می خوانند. هواداران همچنین با اشاره به شهرت آرسنال در دهه های ۷۰ و ۸۰ میلادی به عنوان تیمی بیش از حد دفاعی و محتاط، شعار "خسته کننده، خسته کننده آرسنال" را نیز سر می دهند.  سرود جدید این تیم ( خوانده شده در مه ۲۰۲۲) (شمال لندن برای همیشه) اثر لوئیس دانفورد است که محبوبیت بسیار زیادی در بین طرفداران آرسنال و دیگر طرفداران فوتبال پیدا کرده است، اجرای این آهنگ قبل از سمت آغازین بازی رسمی است که از سال ۲۰۲۲ در بین طرفداران آرسنال جا افتاده است.   

## رقابت ها
یکی از طولانی‌ترین و عمیق‌ترین رقابت‌های آرسنال با نزدیک‌ترین همسایه‌های اصلی خود، باشگاه فوتبال تاتنهام هاتسپر است که از مسابقات بین این دو به عنوان شهرآورد شمال لندن یاد می‌شود.

## سنت ها

### روز سنت توترینگهام
روز سنت توترینگهام مفهومی است که در سال ۲۰۰۲ ایجاد شد این اسم اولین بار در وب سایت طرفداران آرسنال (arseweb.com) گفته شد.   این سنت روزی است که آرسنال امتیازات کافی را به دست آورده است تا از لحاظ ریاضی اطمینان حاصل شود که در جدول لیگ برتر بالاتر از رقیب همشهری خود یعنی تاتنهام به پایان می رساند.

در سال ۲۰۰۷، این مفهوم برای اولین بار (به اشتباه به عنوان "سنت توتریج") در یک بازی رسمی آرسنال  ذکر شد، اگرچه گفته میشود و این احتمال  وجود دارد که این سنت از سال ۲۰۰۵ وجود داشته باشد. روز سنت توترینگهام در سال ۲۰۱۰ اولین باری بود که این جشن توسط رسانه های جریان اصلی، و رسانه های بی‌بی‌سی، و گاردین  گفته شد.

## طرفداران قابل توجه
در فهرست زیر اسامی افراد مشهوری که طرفدار آرسنال هستند یا بوده‌اند آورده شده است:

### خاندان سلطنتی
- الیزابت دوم [۱۷] [۱۸] [الف]
- اولاو پنجم از نروژ [۲۰]
- توفا آهو توپو چهارم [۲۱]

### بازیگران
- نیل ماسکل
- سر ایان مک کلن